# NGC 4207
NGC 4207 é uma galáxia espiral (Scd) localizada na direcção da constelação de Virgo. Possui uma declinação de +09° 35' 08" e uma ascensão recta de 12 horas, 15 minutos e 30,1 segundos.
A galáxia NGC 4207 foi descoberta em 23 de Março de 1865 por Heinrich Louis d'Arrest.